# Chearoco
Le Chearoco,,, Chiaraco ou Chiaroco, (possiblement de l'aymara ch'iyara « noir » ou de juqhu « lieu boueux ») est une montagne de la cordillère Royale dans les Andes boliviennes. Il culmine à environ 6 127 m d'altitude. Il est situé dans le département de La Paz, précisément dans la municipalité de Guanay de la province de Larecaja, au sud-est du pic d'Aman Pata,. Le Chearoco se situe entre le Qalsata au nord-ouest et le Chachakumani au sud-est.